# Delfino Pescara 1936 2019-2020
Questa voce raccoglie le informazioni riguardanti il Delfino Pescara 1936 nelle competizioni ufficiali della stagione 2019-2020.

## Stagione
Per la stagione 2019-2020 la guida della squadra viene affidata a Luciano Zauri, allenatore della formazione giovanile vincitrice del girone B del campionato Primavera 2 nella stagione 2018-2019. Dopo aver battuto il Mantova nel secondo turno, l'avventura in Coppa Italia termina con la sconfitta patita dopo i tempi supplementari nella partita contro l'Empoli.
In campionato il Pescara raccoglie 26 punti nel girone di andata e 19 nel girone di ritorno, non riuscendo ad ottenere la salvezza diretta. Sedicesimo come il Perugia con 45 punti, per salvarsi deve vincere la doppia sfida del Play-out con gli umbri. Siamo arrivati al 10 agosto 2020, per due motivi. Primo la Pandemia da Covid-19 che ha fermato anche il calcio, per tre mesi, dal 10 marzo al 16 giugno, secondo per un reclamo del Trapani rispetto ad una penalizzazione di 2 punti per inadempienze, che se restituiti salverebbero i siciliani con 46 punti, se tolti li retrocederebbero con Juve Stabia e Livorno. Il reclamo non viene accolto. Così il 10 agosto si gioca l'andata del Play-out, Pescara-Perugia (2-1), 1l 14 agosto si gioca il ritorno Perugia-Pescara (2-1) anche dopo i supplementari. Necessari per stabilire chi resta in Serie B, i tiri dal dischetto, la lotteria premia il Pescara (2-4) che così mantiene la categoria cadetta. Miglior realizzatore degli abruzzesi Cristian Galano che ha firmato 13 reti in campionato ed uno nel Play-out.

## Divise e sponsor
Lo sponsor tecnico per la stagione 2019-2020 è Erreà. Nuovo main sponsor presente sulle divise da gioco è Lublan, mentre secondo sponsor è Liofilchem Diagnostici; infine back sponsor è MBI Gas & Luce. Confermato per tutte le squadre di Serie B il top sleeve sponsor Facile Ristrutturare.

## Organigramma societario
Area direttiva
- Presidente: Daniele Sebastiani
- Presidente Onorario: Vincenzo Marinelli
- Vice Presidente: Gabriele Bankowsky
- Consigliere: Roberto Druda
- Segretario Generale: Luigi Gramenzi
- Segretario Sportivo: Tonino Falcone
- Amministrazione: Elena Di Stefano

Area comunicazione e marketing
- Responsabile Area Marketing: Vincenzo De Prisco
- Area Marketing: Pietro Falconio
- Responsabile Biglietteria: Francesco Troiano
- Supporter Liaison Officer: Giovanni Potenza
- Addetto Stampa: Massimo Mucciante
- Segreteria: Catia Crocetta

Area sportiva
- Direttore sportivo: Giorgio Repetto
- Team Manager: Andrea Gessa

Area tecnica
- Allenatore: Luciano Zauri (fino al 20 gennaio 2020), Nicola Legrottaglie (fino al 6 luglio 2020), Andrea Sottil
- Vice Allenatore: Davide Ruscitti (fino al 20 gennaio 2020), Enrico Battisti (fino al 6 luglio 2020); Simone Baroncelli
- Collaboratore tecnico: Paolo Birra (fino al 20 gennaio 2020), Simone Di Martino (fino al 6 luglio 2020), Salvatore Gentile
- Responsabile area preparatori atletici: Ermanno Ciotti (fino al 20 gennaio 2020)
- Preparatori atletici: Francesco Petrarca e Dario Dian (fino al 20 gennaio 2020), Riccardo Cantarini (fino al 6 luglio 2020), Cristian Bella
- Preparatore dei Portieri: Gabriele Aldegani
- Recupero infortuni: Francesco Petrarca (dal 21 gennaio 2020)
- Match Analyst: Diego Labricciosa

Area sanitaria
- Responsabile area medica: Vincenzo Salini
- Medici sociali: Michele Abate, Ernesto Sabatini
- Responsabile staff fisioterapia: Claudio D'Arcangelo
- Fisioterapisti: Marco Rossi, Rocco Trivarelli
- Chiropratico: Tonino Salvi
- Nutrizionista: Rodolfo Bronzi

## Rosa
Rosa e numerazione aggiornate al 31 gennaio 2020
| N. |                      | Ruolo | Calciatore                   |
| -- | -------------------- | ----- | ---------------------------- |
| 1  | Italia (bandiera)    | P     | Vincenzo Fiorillo (capitano) |
| 2  | Argentina (bandiera) | D     | Hugo Campagnaro              |
| 3  | Italia (bandiera)    | D     | Cristiano Del Grosso         |
| 5  | Italia (bandiera)    | C     | Alessandro Bruno             |
| 6  | Italia (bandiera)    | D     | Gennaro Scognamiglio         |
| 7  | Italia (bandiera)    | A     | Andrea Cisco                 |
| 7  | Uruguay (bandiera)   | D     | Edgar Elizalde               |
| 8  | Albania (bandiera)   | C     | Ledian Memushaj              |
| 10 | Italia (bandiera)    | A     | Matteo Brunori               |
| 10 | Italia (bandiera)    | A     | Manuel Pucciarelli           |
| 11 | Italia (bandiera)    | A     | Cristian Galano              |
| 12 | Albania (bandiera)   | P     | Elhan Kastrati               |
| 12 | Italia (bandiera)    | P     | Fabrizio Alastra             |
| 13 | Italia (bandiera)    | D     | Matteo Ciofani               |
| 13 | Italia (bandiera)    | C     | Luca Clemenza                |
| 14 | Italia (bandiera)    | D     | Antonio Balzano              |
| 18 | Italia (bandiera)    | D     | Davide Bettella              |
| 19 | Italia (bandiera)    | A     | Riccardo Maniero             |
| 20 | Italia (bandiera)    | C     | Luca Palmiero                |

| N. |                               | Ruolo | Calciatore             |
| -- | ----------------------------- | ----- | ---------------------- |
| 21 | Italia (bandiera)             | D     | Davide Vitturini       |
| 22 | Italia (bandiera)             | P     | Simone Farelli         |
| 23 | Italia (bandiera)             | A     | Andrea Di Grazia       |
| 24 | Guinea Equatoriale (bandiera) | C     | José Machin            |
| 25 | Italia (bandiera)             | C     | Luca Crecco            |
| 26 | Costa d'Avorio (bandiera)     | C     | Willy Ta Bi            |
| 27 | Italia (bandiera)             | D     | Gabriele Zappa         |
| 28 | Italia (bandiera)             | D     | Andrea Marafini        |
| 29 | Italia (bandiera)             | A     | Gennaro Borrelli       |
| 31 | Italia (bandiera)             | C     | Massimiliano Busellato |
| 32 | Italia (bandiera)             | A     | Marco Tumminello       |
| 33 | Bulgaria (bandiera)           | D     | Valeri Božinov         |
| 34 | Italia (bandiera)             | P     | Alessandro Sorrentino  |
| 35 | Italia (bandiera)             | C     | Filippo Melegoni       |
| 36 | Bulgaria (bandiera)           | C     | Ivajlo Čočev           |
| 37 | Cipro (bandiera)              | C     | Grīgorīs Kastanos      |
| 39 | Svezia (bandiera)             | C     | Svante Ingelsson       |
| 41 | Serbia (bandiera)             | A     | Miloš Bočić            |
|    | Italia (bandiera)             | D     | Alessandro Celli       |

## Calciomercato

### Sessione estiva(dal 01/07 al 02/09)
| Acquisti | Acquisti               | Acquisti       | Acquisti                                  |
| R.       | Nome                   | da             | Modalità                                  |
| -------- | ---------------------- | -------------- | ----------------------------------------- |
| D        | Alessandro Celli       | Fano           | fine prestito                             |
| D        | Ibrahima Diallo        | Fano           | fine prestito                             |
| D        | Leonardo Maloku        | Fermana        | fine prestito                             |
| D        | Michele Fornasier      | Venezia        | fine prestito                             |
| D        | Giuseppe Scalera       | Sambenedettese | fine prestito                             |
| D        | Davide Vitturini       | Fano           | fine prestito                             |
| D        | Christian Ventola      | Teramo         | fine prestito                             |
| C        | Massimiliano Busellato |                | svincolato                                |
| C        | Ivajlo Čočev           |                | svincolato                                |
| C        | Filippo Melegoni       | Atalanta       | prestito                                  |
| C        | Mattia Proietti        | Teramo         | fine prestito                             |
| C        | Moussa Ndiaye          | Fano           | fine prestito                             |
| C        | Luca Palmiero          | Napoli         | prestito                                  |
| C        | Ransford Selasi        | Fano           | fine prestito                             |
| C        | Willy Ta Bi            | Atalanta       | prestito                                  |
| C        | Simone Tascone         | Fano           | fine prestito                             |
| A        | Cristian Bunino        | Juventus       | fine prestito                             |
| A        | Andrea Cisco           | Sassuolo       | prestito biennale con obbligo di riscatto |
| A        | Andrea Di Grazia       | Catania        | svincolato                                |
| A        | Cristian Galano        | Parma          | definitivo                                |
| A        | Simone Mancini         | Fano           | fine prestito                             |
| A        | Riccardo Maniero       |                | svincolato                                |
| A        | Fabio Morselli         | Fano           | fine prestito                             |
| A        | Marco Tumminello       | Atalanta       | prestito                                  |
| A        | Matteo Brunori         | Parma          | prestito annuale con obbligo di riscatto  |
| A        | Fabian Pavone          | Parma          | prestito                                  |
| D        | Alessandro Martella    | Parma          | prestito                                  |
| C        | Grīgorīs Kastanos      | Juventus       | prestito                                  |
| D        | Edoardo Masciangelo    | Juventus       | prestito                                  |
| C        | José Machin            | Parma          | prestito                                  |
| C        | Svante Ingelsson       | Udinese        | prestito                                  |
| A        | Milos Bocic            | Udinese        | definitivo                                |
| D        | Mirko Drudi            | Cittadella     | definitivo                                |

| Cessioni | Cessioni            | Cessioni          | Cessioni                                 |
| R.       | Nome                | a                 | Modalità                                 |
| -------- | ------------------- | ----------------- | ---------------------------------------- |
| D        | Alessandro Martella | Parma             | definitivo                               |
| A        | Christian Capone    | Atalanta          | fine prestito                            |
| A        | Gaetano Monachello  | Atalanta          | fine prestito                            |
| D        | Andrew Gravillon    | Inter             | fine prestito                            |
| A        | Mirko Antonucci     | Roma              | fine prestito                            |
| A        | Riccardo Sottil     | Fiorentina        | fine prestito                            |
| A        | Santiago Bellini    | Wanderers         | fine prestito                            |
| A        | Leonardo Mancuso    | Juventus          | fine prestito                            |
| A        | Ferdinando Del Sole | Juventus          | fine prestito                            |
| D        | Giovanni Pinto      | Parma             | fine prestito                            |
| D        | Francesco Zampano   | Frosinone         | riscatto del cartellino                  |
| D        | Giuseppe Scalera    | Viterbese         | definitivo                               |
| D        | Fabio Morselli      | Rende             | prestito                                 |
| D        | Marco Perrotta      | Bari              | definitivo                               |
| C        | Gastón Brugman      | Parma             | prestito annuale con obbligo di riscatto |
| C        | Franck Kanouté      | Cosenza           | prestito                                 |
| A        | Fabian Pavone       | Parma             | definitivo                               |
| C        | Simone Tascone      | Catanzaro         | prestito                                 |
| C        | Leonardo Maloku     | San Roque de Lepe | definitivo                               |
| C        | Mattia Proietti     | Ternana           | definitivo                               |
| C        | Cristian Bunino     | Padova            | prestito con diritto di riscatto         |
| D        | Michele Fornasier   | Parma             | definitivo                               |
| D        | Edgar Elizalde      | Catanzaro         | prestito                                 |
| D        | Christian Ventola   | Cittadella        | prestito                                 |
| A        | Manuel Marras       | Livorno           | definitivo                               |
| C        | Ransford Selasi     | Juventus          | definitivo                               |

### Sessione invernale(dal 02/01 al 31/01)
| Acquisti | Acquisti            | Acquisti  | Acquisti      |
| R.       | Nome                | da        | Modalità      |
| -------- | ------------------- | --------- | ------------- |
| A        | Stefano Sarritzu    | Pineto    | fine prestito |
| A        | Cristian Bunino     | Padova    | fine prestito |
| D        | Edoardo Masciangelo | Juventus  | definitivo    |
| P        | Fabrizio Alastra    | Parma     | prestito      |
| C        | Luca Clemenza       | Juventus  | prestito      |
| D        | Edgar Elizalde      | Catanzaro | fine prestito |
| A        | Manuel Pucciarelli  | Chievo    | prestito      |

| Cessioni | Cessioni         | Cessioni    | Cessioni      |
| R.       | Nome             | a           | Modalità      |
| -------- | ---------------- | ----------- | ------------- |
| A        | Stefano Sarritzu | Chieti      | prestito      |
| A        | Cristian Bunino  | Viterbese   | prestito      |
| D        | Alessandro Celli | Rieti       | prestito      |
| D        | Davide Vitturini | Feralpisalò | definitivo    |
| A        | Andrea Cisco     | Sassuolo    | fine prestito |
| C        | Svante Ingelsson | Udinese     | fine prestito |
| A        | Matteo Brunori   | Juventus    | definitivo    |
| A        | Alexis Ferrante  | Ternana     | definitivo    |
| P        | Elhan Kastrati   | Trapani     | definitivo    |
| D        | Matteo Ciofani   | Bari        | definitivo    |
| C        | José Machin      | Parma       | fine prestito |

## Risultati

### Serie B
Fonte spettatori:  Serie B 2019-2020, su stadiapostcards.com.

#### Girone di andata
| Arbitro: | Rapuano (Rimini) |

|                               |           |                |
| Jallow 36’, 78’ Giannetti 83’ | Marcatori | 54’ Campagnaro |

| Arbitro: | Ayroldi (Molfetta) |

|                                                     |           |                                    |
| Galano 4’ (rig.), 50’ Tumminello 71’ Palmiero 90+3’ | Marcatori | 11’ Gavazzi 45+2’ (rig.) Chiaretti |

| Arbitro: | Illuzzi (Molfetta) |

|               |           |                                  |
| Sciaudone 70’ | Marcatori | 30’ (rig.) Tumminello 88’ Galano |

| Arbitro: | Marini (Roma) |

|              |           |               |
| Memushaj 73’ | Marcatori | 32’ Schenetti |

| Arbitro: | Maggioni (Lecco) |

|                  |           |            |
| Vita 2’ Diaw 73’ | Marcatori | 48’ Machin |

| Arbitro: | Prontera (Bologna) |

|  |           |                              |
|  | Marcatori | 17’, 56’ Benali 86’ Crociata |

| Arbitro: | Aureliano (Bologna) |

|  |           |                                   |
|  | Marcatori | 88’ Galano 90+4’ (rig.) Busellato |

| Arbitro: | Massimi (Termoli) |

|            |           |                               |
| Machin 23’ | Marcatori | 69’ Bartolomei 71’ Guðjohnsen |

| Arbitro: | Baroni (Firenze) |

|                                            |           |  |
| Memushaj 46’ Machin 53’, 76’ Maniero 90+4’ | Marcatori |  |

| Arbitro: | Volpi (Arezzo) |

|                       |           |            |
| Forte 17’ Canotto 53’ | Marcatori | 13’ Galano |

| Arbitro: | Sozza (Seregno) |

|                                    |           |  |
| Borrelli 14’ Galano 63’ Machin 67’ | Marcatori |  |

| Arbitro: | Aureliano (Bologna) |

|          |           |                         |
| Dezi 44’ | Marcatori | 19’ Bettella 32’ Galano |

| Arbitro: | Ros (Pordenone) |

|            |           |              |
| Galano 80’ | Marcatori | 90’ Migliore |

| Arbitro: | Ghersini (Genova) |

|                                     |           |              |
| Iemmello 20’, 69’ (rig.) Capone 34’ | Marcatori | 45+1’ Machin |

| Arbitro: | Robilotta (Sala Consilina) |

|                       |           |                               |
| Galano 11’ Machin 48’ | Marcatori | 70’ (aut.) Kastrati 89’ Aramu |

| Arbitro: | Serra (Torino) |

|                           |           |  |
| Maiello 63’ Dionisi 90+3’ | Marcatori |  |

| Arbitro: | Ayroldi (Molfetta) |

|                |           |                 |
| M. Ciofani 42’ | Marcatori | 30’ Taugourdeau |

| Arbitro: | Amabile (Vicenza) |

|  |           |                               |
|  | Marcatori | 15’ Galano 30’ (rig.) Maniero |

| Pescara 29 dicembre 2019, ore 12:30 CET 19ª giornata | Pescara          | 0 – 0 referto | Chievo | Stadio Adriatico-Giovanni Cornacchia (5 453 spett.)\| Arbitro: \| Baroni (Firenze) \| |
| Arbitro:                                             | Baroni (Firenze) |               |        |                                                                                       |

#### Girone di ritorno
| Arbitro: | Minelli (Varese) |

|             |           |                 |
| Maniero 62’ | Marcatori | 50’, 54’ Djuric |

| Arbitro: | Sacchi (Macerata) |

|  |           |                      |
|  | Marcatori | 51’ Zappa 56’ Galano |

| Arbitro: | Rapuano (Rimini) |

|                       |           |             |
| Zappa 69’ Bocic 90+4’ | Marcatori | 53’ Asencio |

| Arbitro: | Sozza (Seregno) |

|                                               |           |  |
| G. De Luca 35’ (rig.) A. Rodriguez 50’ (rig.) | Marcatori |  |

| Arbitro: | Illuzzi (Molfetta) |

|           |           |                         |
| Zappa 22’ | Marcatori | 6’ Diaw 75’ (rig.) Iori |

| Arbitro: | Robilotta (Sala Consilina) |

|                                               |           |            |
| Simy 9’ Messias 33’ Armenteros 35’ Benali 52’ | Marcatori | 75’ Galano |

| Arbitro: | Marinelli (Tivoli) |

|                            |           |                   |
| Busellato 43’ Memushaj 80’ | Marcatori | 45+1’ L. Morosini |

| Arbitro: | Pezzuto (Lecce) |

|                                   |           |  |
| Scognamiglio 49’ (aut.) Gyasi 60’ | Marcatori |  |

| Arbitro: | Rapuano (Rimini) |

|                                                |           |  |
| R. Insigne 17’ Sau 21’ Moncini 33’ Improta 71’ | Marcatori |  |

| Arbitro: | Amabile (Vicenza) |

|                                      |           |          |
| Pucciarelli 57’ Zappa 71’ Crecco 79’ | Marcatori | 87’ Elia |

| Arbitro: | Minelli (Varese) |

|                         |           |              |
| Belli 15’ Soddimo 90+5’ | Marcatori | 89’ Clemenza |

| Arbitro: | Ayroldi (Molfetta) |

|                    |           |               |
| Maniero 77’ (rig.) | Marcatori | 64’ Ciciretti |

| Arbitro: | Maggioni (Lecco) |

|             |           |  |
| Valzania 5’ | Marcatori |  |

| Arbitro: | Prontera (Bologna) |

|                        |           |                            |
| Galano 12’ Maniero 23’ | Marcatori | 42’ Iemmello 47’ Buonaiuto |

| Arbitro: | Massimi (Termoli) |

|             |           |           |
| Firenze 48’ | Marcatori | 76’ Zappa |

| Arbitro: | Dionisi (L'Aquila) |

|                |           |                |
| Memushaj 45+1’ | Marcatori | 54’ Novakovich |

| Arbitro: | Baroni (Firenze) |

|              |           |  |
| Luperini 13’ | Marcatori |  |

| Arbitro: | Robilotta (Sala Consilina) |

|             |           |  |
| Maniero 52’ | Marcatori |  |

| Arbitro: | Sacchi (Macerata) |

|               |           |  |
| Garritano 88’ | Marcatori |  |

#### Play-out
| Arbitro: | Marinelli (Tivoli) |

|                               |           |           |
| Galano 62’ Maniero 68’ (rig.) | Marcatori | 40’ Kouan |

| Arbitro: | Aureliano (Bologna) |

|                                      |                      |                                                |
| Kouan 18’ Melchiorri 40’             | Marcatori            | 15’ Pucciarelli                                |
| Mazzocchi Buonaiuto Iemmello Carraro | Tiri di rigore 2 – 4 | Busellato Galano Melegoni Memushaj Masciangelo |

### Coppa Italia
| Arbitro: | Rapuano (Rimini) |

|                                                      |           |                               |
| Tumminello 13’ (rig.) Di Grazia 78’ C. Ventola 90+1’ | Marcatori | 49’ Guccione 90’ A. Tremolada |

| Arbitro: | Mariani (Aprilia) |

|                     |           |               |
| Dezi 27’ Moreo 104’ | Marcatori | 6’ Tumminello |

## Statistiche

### Statistiche di squadra
Statistiche aggiornate al 13 luglio 2020.
| Competizione | Punti       | In casa | In casa | In casa | In casa | In casa | In casa | In trasferta | In trasferta | In trasferta | In trasferta | In trasferta | In trasferta | Totale | Totale | Totale | Totale | Totale | Totale | DR |
| Competizione | Punti       | G       | V       | N       | P       | Gf      | Gs      | G            | V            | N            | P            | Gf           | Gs           | G      | V      | N      | P      | Gf     | Gs     | DR |
| ------------ | ----------- | ------- | ------- | ------- | ------- | ------- | ------- | ------------ | ------------ | ------------ | ------------ | ------------ | ------------ | ------ | ------ | ------ | ------ | ------ | ------ | -- |
| Serie B      | 45          | 19      | 7       | 8       | 4       | 31      | 27      | 18           | 5            | 1            | 12           | 17           | 21           | 37     | 12     | 9      | 16     | 48     | 54     | -6 |
| Coppa Italia | Terzo Turno | 1       | 1       | 0       | 0       | 3       | 2       | 1            | 0            | 0            | 1            | 1            | 2            | 2      | 1      | 0      | 1      | 4      | 4      | 0  |
| Totale       | 45          | 20      | 8       | 8       | 4       | 34      | 29      | 19           | 5            | 1            | 13           | 18           | 33           | 39     | 13     | 9      | 17     | 52     | 58     | -6 |

### Andamento in campionato
| Giornata  | 1  | 2  | 3 | 4 | 5  | 6  | 7  | 8  | 9 | 10 | 11 | 12 | 13 | 14 | 15 | 16 | 17 | 18 | 19 | 20 | 21 | 22 | 23 | 24 | 25 | 26 | 27 | 28 | 29 | 30 | 31 | 32 | 33 | 34 | 35 | 36 | 37 | 38 |
| --------- | -- | -- | - | - | -- | -- | -- | -- | - | -- | -- | -- | -- | -- | -- | -- | -- | -- | -- | -- | -- | -- | -- | -- | -- | -- | -- | -- | -- | -- | -- | -- | -- | -- | -- | -- | -- | -- |
| Luogo     | T  | C  | T | C | T  | C  | T  | C  | C | T  | C  | T  | C  | T  | C  | T  | C  | T  | C  | C  | T  | C  | T  | C  | T  | C  | T  | T  | C  | T  | C  | T  | C  | T  | C  | T  | C  | T  |
| Risultato | P  | V  | V | N | P  | P  | V  | P  | V | P  | V  | V  | N  | P  | N  | P  | N  | V  | N  | P  | V  | V  | P  | P  | P  | V  | P  | P  | V  | P  | N  | P  | N  | N  | N  | P  | V  | P  |
| Posizione | 17 | 11 | 7 | 7 | 10 | 14 | 11 | 14 | 9 | 12 | 10 | 4  | 6  | 8  | 10 | 12 | 12 | 10 | 9  | 12 | 10 | 8  | 10 | 12 | 12 | 10 | 10 | 14 | 12 | 13 | 14 | 13 | 14 | 16 |    |    |    |    |

Fonte:  Serie B, su calcio.com.
Legenda:

Luogo: C = Casa; T = Trasferta. Risultato: V = Vittoria; N = Pareggio; P = Sconfitta.

## Giovanili

### Organigramma
Area direttiva
- Direttore Generale Settore Giovanile: Giuseppe Geria
- Responsabile Area Tecnica Settore Giovanile: Antonio Di Battista
- Segreteria Generale Settore Giovanile: Fabrizio D'Ortenzio
- Ufficio Stampa: Massimo Mucciante

Area tecnica
- Allenatore Primavera: Nicola Legrottaglie (fino al 20 gennaio 2020), Antonio Di Battista (ad interim), Pierluigi Iervese (da 19 febbraio 2020)
- Allenatore Under-17: Enrico Battisti (fino al 20 gennaio 2020), Paolo Birra
- Allenatore Under-16: Felice Mancini
- Allenatore Under-15: Luca D'Ulisse
- Videoanalista: Simone Di Martino

### Piazzamenti

#### Primavera
- Campionato: -
- Coppa Italia: Primo Turno